# فهرست ترانه‌های ضبط‌شده توسط پینک فلوید

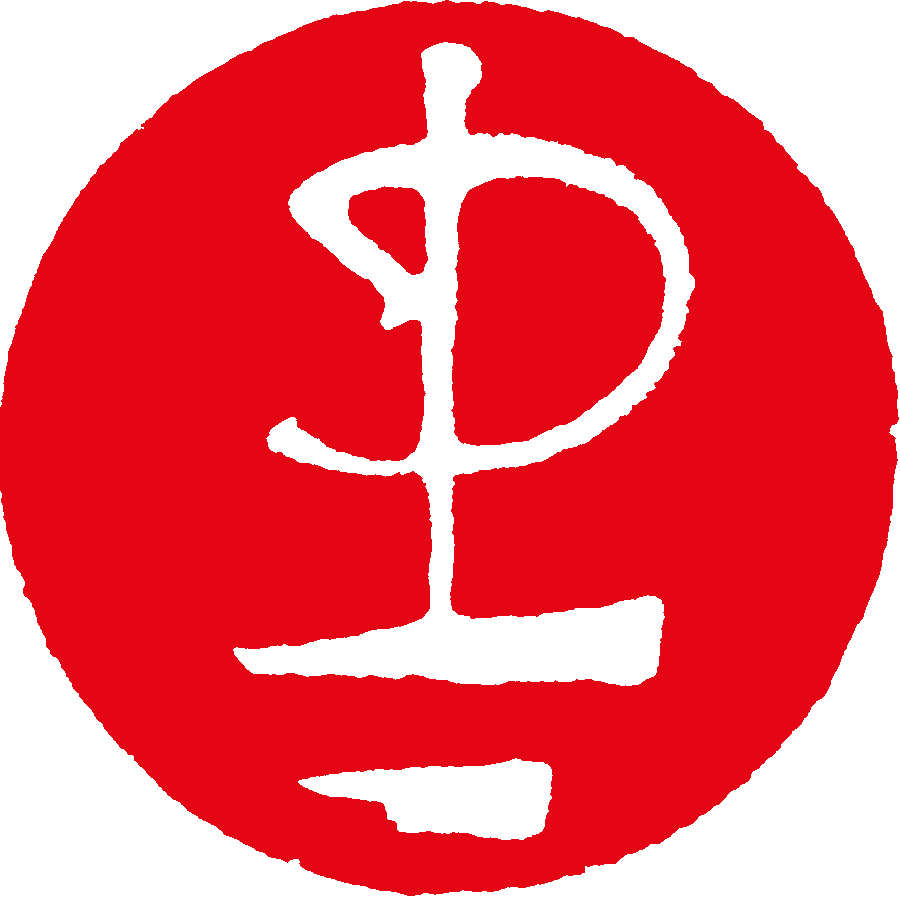
نشان‌وارهٔ رسمی گروه موسیقی پینک فلوید

جدول زیر فهرست قابل مرتب‌سازی تمام ترانه‌هایی است که توسط پینک فلوید ضبط شده‌است:
- ستون ترانه فهرستی از نام ترانه‌ها است.
- ستون نویسنده(ها) نشان می‌دهد کدامیک از اعضای پینک فلوید ترانه را نوشته است.
- ستون خواننده اصلی(ها) نشان می‌دهد چه کسی خواننده ترانه بوده‌است. «ندارد» برای ترانه‌های بی‌کلام است.
- ستون آلبوم نشان می‌دهد ترانه در چه آلبومی قرار گرفته‌است.
- ستون سال نشان می‌دهد ترانه در چه سالی عرضه شده‌است.

اگر ترانه‌ای به‌طور رسمی عرضه نشده باشد، سال نشان‌دهنده سالی است که ترانه در آن به ضبط رسیده.
- ستون مدت مدت‌زمان ترانه را نشان می‌دهد که بر حسب «دقیقه» است.

در حال حاضر ۱۶۸ ترانه در فهرست وجود دارند.

## ضبط‌های استودیویی
| ترانه                                    | نویسنده(ها)                                | خواننده اصلی(ها)                               | آلبوم                                                      | سال  | مدت   |
| ---------------------------------------- | ------------------------------------------ | ---------------------------------------------- | ---------------------------------------------------------- | ---- | ----- |
| "کاملاً پوشیده"                           | ریچارد رایت، قبیله ماپوگا                  | بی‌کلام، خواندن سرود توسط قبیله ماپوگا          | تیره و تار در پشت ابر                                      | ۱۹۷۲ | ۰۵:۵۲ |
| "صبحانهٔ روان‌گردان آلن"                   | دیوید گیلمور، نیک میسن، راجر واترز، رایت   | بی‌کلام، دکلمه توسط آلن استایلز                 | مادر قلب‌اتمی                                               | ۱۹۷۰ | ۱۳:۰۱ |
| "آجری دیگر در دیوار (بخش ۱)"             | واترز                                      | واترز                                          | دیوار                                                      | ۱۹۷۹ | ۰۳:۳۱ |
| "آجری دیگر در دیوار (بخش ۲)"             | واترز                                      | گیلمور، واترز، دانش‌آموزان مدرسه آیلینگتون گرین | دیوار                                                      | ۱۹۷۹ | ۰۳:۵۹ |
| "آجری دیگر در دیوار (بخش ۳)"             | واترز                                      | واترز                                          | دیوار                                                      | ۱۹۷۹ | ۰۱:۴۸ |
| "هر رنگی که دوست داری"                   | گیلمور، میسن، رایت                         | بی‌کلام، آوازهای پس‌زمینه توسط گیلمور            | نیمه تاریک ماه                                             | ۱۹۷۳ | ۰۳:۲۵ |
| "سیب‌ها و پرتقال‌ها"                       | سید برت                                    | برت                                            | بدرخش مجموعه جعبه‌ای (شامل تک‌آهنگ‌های اولیه)                 | ۱۹۶۷ | ۰۳:۰۱ |
| "آرنولد لاین"                            | برت                                        | برت                                            | یادگاره‌ها                                                  | ۱۹۶۷ | ۰۲:۵۱ |
| "خداوند اخترشناسی"                       | برت                                        | برت، رایت، دکلمه‌های آغازین توسط پیتر جنر       | نی‌زن بر دروازه‌های سپیده‌دم                                  | ۱۹۶۷ | ۰۴:۱۲ |
| "مادر قلب‌اتمی"                           | گیلمور، میسن، واترز، رایت، ران گیزین       | بی‌کلام، خواندن بی‌کلام توسط کر جان آلدیس        | مادر قلب‌اتمی                                               | ۱۹۷۰ | ۲۳:۳۹ |
| "سپری شدن زمان من"                       | واترز                                      | واترز                                          | یادگاره‌ها                                                  | ۱۹۷۱ | ۰۵:۱۸ |
| "دوچرخه"                                 | برت                                        | برت                                            | نی‌زن بر دروازه‌های سپیده‌دم                                  | ۱۹۶۷ | ۰۳:۲۱ |
| "اختلال ذهنی"                            | واترز                                      | واترز                                          | نیمه تاریک ماه                                             | ۱۹۷۳ | ۰۳:۵۰ |
| "نفس بکش"                                | گیلمور، واترز، رایت                        | گیلمور                                         | نیمه تاریک ماه                                             | ۱۹۷۳ | ۰۳:۵۷ |
| "بچه‌ها را به خانه بازگردانید"            | واترز                                      | واترز، نیویورک اپرا                            | دیوار                                                      | ۱۹۷۹ | ۰۱:۲۱ |
| "پل‌های شعله‌ور"                           | واترز، رایت                                | گیلمور، رایت                                   | تیره و تار در پشت ابر                                      | ۱۹۷۲ | ۰۳:۲۹ |
| "آب‌نبات و یک کیک کشمشی"                  | برت                                        | برت                                            | بدرخش مجموعه جعبه‌ای (شامل تک‌آهنگ‌های اولیه)                 | ۱۹۶۷ | ۰۲:۴۷ |
| "مراقب تبر باش، یوجین"                   | گیلمور، میسن، واترز، رایت                  | بی‌کلام، دکلمه‌ها توسط واترز، گیلمور             | یادگاره‌ها                                                  | ۱۹۶۸ | ۰۵:۴۵ |
| "فصل ۲۴"                                 | برت                                        | برت                                            | نی‌زن بر دروازه‌های سپیده‌دم                                  | ۱۹۶۷ | ۰۳:۴۲ |
| "پایان کودکی"                            | گیلمور                                     | گیلمور                                         | تیره و تار در پشت ابر                                      | ۱۹۷۲ | ۰۴:۳۱ |
| "سیروس ماینور"                           | واترز                                      | گیلمور                                         | موسیقی متن فیلم بیشتر                                      | ۱۹۶۹ | ۰۵:۱۸ |
| "دسته یک"                                | گیلمور، رایت                               | ندارد                                          | ناقوس جدایی                                                | ۱۹۹۴ | ۰۵:۵۸ |
| "بیا شماره ۵۱، نوبت توئه"                | گیلمور، میسن، واترز، رایت                  | بی‌کلام، دکلمه‌ها توسط واترز، گیلمور             | نقطه زابریسکی                                              | ۱۹۷۰ | ۰۵:۰۱ |
| "بی حس و راحت"                           | گیلمور، واترز                              | واترز، گیلمور                                  | دیوار                                                      | ۱۹۷۹ | ۰۶:۲۴ |
| "بازگشت به زندگی"                        | گیلمور                                     | گیلمور                                         | ناقوس جدایی                                                | ۱۹۹۴ | ۰۶:۱۹ |
| "سرجوخه کلگ"                             | واترز                                      | گیلمور، میسن، رایت                             | یک نعلبکی رمز و راز                                        | ۱۹۶۸ | ۰۴:۱۳ |
| "ترانه کانتری"                           | گیلمور، میسن، واترز، رایت                  | گیلمور                                         | نقطه زابریسکی                                              | ۱۹۷۰ | ۰۴:۳۷ |
| "سرزمین روبه‌زوال"                        | گیلمور، میسن، واترز، رایت                  | گیلمور، رایت                                   | نقطه زابریسکی                                              | ۱۹۷۰ | ۰۴:۱۳ |
| "ترانه گریستن"                           | واترز                                      | گیلمور                                         | موسیقی متن فیلم بیشتر                                      | ۱۹۶۹ | ۰۳:۳۳ |
| "سیمبلاین"                               | واترز                                      | گیلمور                                         | موسیقی متن فیلم بیشتر                                      | ۱۹۶۹ | ۰۴:۵۰ |
| "سگ‌ها"                                   | گیلمور، واترز                              | گیلمور، واترز                                  | جانوران                                                    | ۱۹۷۷ | ۱۷:۰۴ |
| "سگ‌های جنگ"                              | گیلمور، آنتونی مور                         | گیلمور                                         | لغزش آنی در عقل                                            | ۱۹۸۷ | ۰۶:۰۵ |
| "اکنون مرا ترک مکن"                      | واترز                                      | واترز                                          | دیوار                                                      | ۱۹۷۹ | ۰۴:۱۶ |
| "تم نمایشی"                              | گیلمور، میسن، واترز، رایت                  | ندارد                                          | موسیقی متن فیلم بیشتر                                      | ۱۹۶۹ | ۰۲:۱۵ |
| "پژواک‌ها"                                | گیلمور، میسن، واترز، رایت                  | گیلمور، رایت                                   | فضولی                                                      | ۱۹۷۱ | ۲۳:۳۱ |
| "کسوف"                                   | واترز                                      | واترز                                          | نیمه تاریک ماه                                             | ۱۹۷۳ | ۰۲:۰۶ |
| "جنین"                                   | واترز                                      | گیلمور، صداهای کلفت پس زمینه توسط واترز        | پیک‌نیک - تنفسی از هوای تازه                                | ۱۹۷۰ | ۰۴:۳۹ |
| "فضاهای خالی"                            | واترز                                      | واترز                                          | دیوار                                                      | ۱۹۷۹ | ۰۲:۱۰ |
| "خورشید پیر چاق"                         | گیلمور                                     | گیلمور                                         | مادر قلب‌اتمی                                               | ۱۹۷۰ | ۰۵:۲۴ |
| "نترس"                                   | گیلمور، واترز                              | گیلمور                                         | فضولی                                                      | ۱۹۷۱ | ۰۶:۰۸ |
| "برش نهایی"                              | واترز                                      | واترز                                          | برش نهایی                                                  | ۱۹۸۳ | ۰۴:۴۶ |
| "گر گرفتن"                               | برت                                        | برت                                            | نی‌زن بر دروازه‌های سپیده‌دم                                  | ۱۹۶۷ | ۰۲:۴۶ |
| "خانه یادگاری فلچر"                      | واترز                                      | واترز                                          | برش نهایی                                                  | ۱۹۸۳ | ۰۴:۱۲ |
| "چهار آزاد"                              | واترز                                      | واترز                                          | تیره و تار در پشت ابر                                      | ۱۹۷۲ | ۰۴:۵۲ |
| "دستان کثیفت را از صحرای من دور کن"      | واترز                                      | واترز                                          | برش نهایی                                                  | ۱۹۸۳ | ۰۱:۱۹ |
| "به لبخند تولد ببخش"                     | واترز                                      | واترز، چند خواننده زن ناشناس                   | موسیقی بدنی                                                | ۱۹۷۰ | ۰۲:۴۹ |
| "کوتوله"                                 | برت                                        | برت                                            | نی‌زن بر دروازه‌های سپیده‌دم                                  | ۱۹۶۷ | ۰۲:۱۴ |
| "طلا در ...است"                          | گیلمور، واترز                              | گیلمور                                         | تیره و تار در پشت ابر                                      | ۱۹۷۲ | ۰۳:۰۸ |
| "بدرود آسمان آبی"                        | واترز                                      | گیلمور                                         | دیوار                                                      | ۱۹۷۹ | ۰۲:۴۵ |
| "بدرود دنیای ظالم"                       | واترز                                      | واترز                                          | دیوار                                                      | ۱۹۷۹ | ۰۰:۴۸ |
| "باغ میهمانی وزیر بزرگ" (بخش‌های ۱–۳)     | میسن                                       | ندارد                                          | اوماگوما                                                   | ۱۹۶۹ | ۰۸:۴۶ |
| "علفزارهای گرانچستر"                     | واترز                                      | واترز                                          | اوماگوما                                                   | ۱۹۶۹ | ۰۷:۲۶ |
| "روزی بزرگ برای آزادی"                   | گیلمور، پالی سمسون                         | گیلمور                                         | ناقوس جدایی                                                | ۱۹۹۴ | ۰۴:۱۸ |
| "کنسرتی بزرگ در آسمان"                   | رایت، کلر توری                             | خواندن بی‌کلام توسط کلر توری                    | نیمه تاریک ماه                                             | ۱۹۷۳ | ۰۴:۳۹ |
| "سبز است رنگ"                            | واترز                                      | گیلمور                                         | موسیقی متن فیلم بیشتر                                      | ۱۹۶۹ | ۰۲:۵۸ |
| "رویای توپچی"                            | واترز                                      | واترز                                          | برش نهایی                                                  | ۱۹۸۳ | ۰۵:۱۸ |
| "شادترین روزهای زندگی‌های ما"             | واترز                                      | واترز                                          | دیوار                                                      | ۱۹۷۹ | ۰۱:۴۹ |
| "راه دشوار"                              | گیلمور، میسن، واترز، رایت                  | ندارد                                          | نیمه تاریک ماه (نسخه غوطه‌ور)                               | ۲۰۱۱ | ۰۳:۰۹ |
| "دودی بگیر"                              | واترز                                      | روی هارپر                                      | کاش اینجا بودی                                             | ۱۹۷۵ | ۰۵:۰۸ |
| "ضربان قلب، گوشت خوک"                    | گیلمور، میسن، واترز، رایت                  | ندارد                                          | نقطه زابریسکی                                              | ۱۹۷۰ | ۰۳:۱۱ |
| "بازگشت قهرمان"                          | واترز                                      | واترز                                          | برش نهایی                                                  | ۱۹۸۳ | ۰۲:۴۳ |
| "آهای تو"                                | واترز                                      | گیلمور، واترز                                  | دیوار                                                      | ۱۹۷۹ | ۰۴:۴۰ |
| "امیدهای زیاد"                           | گیلمور، سمسون                              | گیلمور                                         | ناقوس جدایی                                                | ۱۹۹۴ | ۰۸:۳۲ |
| "ایبیزا بار"                             | گیلمور، میسن، واترز، رایت                  | گیلمور                                         | موسیقی متن فیلم بیشتر                                      | ۱۹۶۹ | ۰۳:۱۹ |
| "اگر"                                    | واترز                                      | واترز                                          | مادر قلب‌اتمی                                               | ۱۹۷۰ | ۰۴:۳۱ |
| "من یه شاه‌زنبورم"                        | اسلیم هارپو                                | برت                                            | عرضه نشده                                                  | ۱۹۶۴ | ۰۳:۰۴ |
| "به شخصه"                                | واترز                                      | واترز                                          | دیوار                                                      | ۱۹۷۹ | ۰۴:۱۳ |
| "به شخصه؟"                               | واترز                                      | واترز                                          | دیوار                                                      | ۱۹۷۹ | ۰۳:۱۶ |
| "اوردرایو میان‌ستاره‌ای"                   | برت، میسن، واترز، رایت                     | ندارد                                          | نی‌زن بر دروازه‌های سپیده‌دم                                  | ۱۹۶۷ | ۰۹:۴۱ |
| "کسی هست؟"                               | واترز                                      | واترز                                          | دیوار                                                      | ۱۹۷۹ | ۰۲:۴۴ |
| "عالی میشه"                              | رایت                                       | رایت                                           | بدرخش مجموعه جعبه‌ای (شامل تک‌آهنگ‌های اولیه)                 | ۱۹۶۸ | ۰۳:۴۶ |
| "جاگبند بلوز"                            | برت                                        | برت                                            | یک نعلبکی رمز و راز                                        | ۱۹۶۸ | ۰۳:۰۰ |
| "رویای جولیا"                            | واترز                                      | گیلمور                                         | یادگاره‌ها                                                  | ۱۹۶۸ | ۰۲:۳۷ |
| "حرفتو ادامه بده"                        | گیلمور، رایت، سمسون                        | گیلمور، قسمت کلامی توسط کر جان آلدیس           | ناقوس جدایی                                                | ۱۹۹۴ | ۰۶:۱۱ |
| "آخرین آجرها"                            | واترز، گیلمور                              | ندارد                                          | کسی هست؟ دیوار زنده ۱۹۸۱–۱۹۸۰                              | ۲۰۰۰ | ۰۳:۲۶ |
| "آموختن پرواز"                           | گیلمور، جان کارین، باب ازرین، مور          | گیلمور، قسمت کلامی توسط میسن                   | لغزش آنی در عقل                                            | ۱۹۸۷ | ۰۴:۵۳ |
| "روشنایی بیشتر شود"                      | واترز                                      | رایت، واترز، گیلمور                            | یک نعلبکی رمز و راز                                        | ۱۹۶۸ | ۰۵:۳۸ |
| "ازدست‌رفته برای واژه‌ها"                  | گیلمور، سمسون                              | گیلمور                                         | ناقوس جدایی                                                | ۱۹۹۴ | ۰۵:۱۵ |
| "صحنه عشق (نسخه ۴)"                      | رایت (با همکاری گیلمور، میسن، واترز، رایت) | ندارد                                          | نقطه زابریسکی (نسخه گسترش‌داده‌شده ۱۹۹۷)                     | ۱۹۹۷ | ۰۶:۴۵ |
| "صحنه عشق (نسخه ۶)"                      | گیلمور، میسن، واترز، رایت                  | ندارد                                          | نقطه زابریسکی (نسخه گسترش‌داده‌شده ۱۹۹۷)                     | ۱۹۹۷ | ۰۷:۲۶ |
| "سام شیطان"                              | برت                                        | برت                                            | نی‌زن بر دروازه‌های سپیده‌دم                                  | ۱۹۶۷ | ۰۳:۰۷ |
| "رفتن لوسی"                              | برت                                        | برت                                            | عرضه نشده                                                  | ۱۹۶۴ | ۰۲:۵۲ |
| "تم اصلی"                                | گیلمور، میسن، واترز، رایت                  | ندارد                                          | موسیقی متن فیلم بیشتر                                      | ۱۹۶۹ | ۰۵:۲۸ |
| "ترک‌شده"                                 | گیلمور، رایت                               | ندارد                                          | ناقوس جدایی                                                | ۱۹۹۴ | ۰۵:۲۹ |
| "مادر ماتیلدا"                           | برت                                        | رایت، برت                                      | نی‌زن بر دروازه‌های سپیده‌دم                                  | ۱۹۶۷ | ۰۳:۰۸ |
| "ترانه تبریک کریسمس"                     | میسن                                       | میسن                                           | عرضه نشده                                                  | ۱۹۶۹ | ۰۲:۰۶ |
| "پول"                                    | واترز                                      | گیلمور                                         | نیمه تاریک ماه                                             | ۱۹۷۳ | ۰۶:۲۴ |
| "بلوز بیشتر"                             | گیلمور، میسن، واترز، رایت                  | ندارد                                          | موسیقی متن فیلم بیشتر                                      | ۱۹۶۹ | ۰۲:۱۲ |
| "مادر"                                   | واترز                                      | واترز، گیلمور                                  | دیوار                                                      | ۱۹۷۹ | ۰۵:۳۲ |
| "مودمن"                                  | گیلمور، رایت                               | ندارد                                          | تیره و تار در پشت ابر                                      | ۱۹۷۲ | ۰۴:۲۰ |
| "جاده باریک" (بخش‌های ۱–۳)                | گیلمور                                     | گیلمور                                         | اوماگوما                                                   | ۱۹۶۹ | ۱۲:۱۷ |
| "ماشین نو (بخش ۱)"                       | گیلمور                                     | گیلمور                                         | لغزش آنی در عقل                                            | ۱۹۸۷ | ۰۱:۴۶ |
| "ماشین نو (بخش ۲)"                       | گیلمور                                     | گیلمور                                         | لغزش آنی در عقل                                            | ۱۹۸۷ | ۰۰:۳۸ |
| "نیک سیاهپوست"                           | برت، میسن، واترز، رایت                     | ندارد                                          | امشب بگذار همه در لندن عشق بورزیم (نسخه گسترش‌داده‌شده ۱۹۹۰) | ۱۹۹۰ | ۱۱:۵۰ |
| "ترانه نیل"                              | واترز                                      | گیلمور                                         | موسیقی متن فیلم بیشتر                                      | ۱۹۶۹ | ۰۳:۲۶ |
| "کسی در خانه نیست"                       | واترز                                      | واترز                                          | دیوار                                                      | ۱۹۷۹ | ۰۳:۲۶ |
| "جان، الان نه"                           | واترز                                      | گیلمور، واترز                                  | برش نهایی                                                  | ۱۹۸۳ | ۰۵:۰۱ |
| "تیره و تار در پشت ابر"                  | گیلمور، واترز                              | ندارد                                          | تیره و تار در پشت ابر                                      | ۱۹۷۲ | ۰۳:۰۳ |
| "پا به فرار"                             | گیلمور، واترز                              | ندارد                                          | نیمه تاریک ماه                                             | ۱۹۷۳ | ۰۳:۳۵ |
| "هنگام روی برگرداندن"                    | گیلمور، مور                                | گیلمور                                         | لغزش آنی در عقل                                            | ۱۹۸۷ | ۰۵:۴۲ |
| "یکی از نوبت‌های من"                      | واترز                                      | واترز                                          | دیوار                                                      | ۱۹۷۹ | ۰۳:۳۵ |
| "یکی از چند نفر"                         | واترز                                      | واترز                                          | برش نهایی                                                  | ۱۹۸۳ | ۰۱:۲۶ |
| "یه روز از این روزها"                    | گیلمور، میسن، واترز، رایت                  | بی‌کلام، قسمت کلامی توسط میسن                   | فضولی                                                      | ۱۹۷۱ | ۰۵:۵۷ |
| "یک لغزش"                                | گیلمور، فیل مانزانرا                       | گیلمور                                         | لغزش آنی در عقل                                            | ۱۹۸۷ | ۰۵:۱۰ |
| "بیرون دیوار"                            | واترز                                      | واترز                                          | دیوار                                                      | ۱۹۷۹ | ۰۱:۴۱ |
| "جعبه نقاشی"                             | رایت                                       | رایت                                           | یادگاره‌ها                                                  | ۱۹۶۷ | ۰۳:۳۳ |
| "چشمان خیالاتی"                          | واترز                                      | واترز                                          | برش نهایی                                                  | ۱۹۸۳ | ۰۳:۴۰ |
| "سکانس مهمانی"                           | گیلمور، میسن، واترز، رایت                  | ندارد                                          | موسیقی متن فیلم بیشتر                                      | ۱۹۶۹ | ۰۱:۰۷ |
| "خوک‌ها (سه خوک متفاوت)"                  | واترز                                      | واترز                                          | جانوران                                                    | ۱۹۷۷ | ۱۱:۲۲ |
| "خوک‌های بال‌دار (بخش ۱)"                  | واترز                                      | واترز                                          | جانوران                                                    | ۱۹۷۷ | ۰۱:۲۵ |
| "خوک‌های بال‌دار (بخش ۲)"                  | واترز                                      | واترز                                          | جانوران                                                    | ۱۹۷۷ | ۰۱:۲۵ |
| "بالشی از باد"                           | گیلمور، واترز                              | گیلمور                                         | فضولی                                                      | ۱۹۷۱ | ۰۵:۱۱ |
| "مرا در آسمان نشان بده"                  | گیلمور، واترز                              | گیلمور، واترز                                  | بدرخش مجموعه جعبه‌ای (شامل تک‌آهنگ‌های اولیه)                 | ۱۹۶۸ | ۰۳:۳۵ |
| "دو نظر متفاوت"                          | گیلمور، نیک لرد-کلووز، سمسون               | گیلمور                                         | ناقوس جدایی                                                | ۱۹۹۴ | ۰۷:۰۴ |
| "رویای پس از جنگ"                        | واترز                                      | واترز                                          | برش نهایی                                                  | ۱۹۸۳ | ۰۳:۰۰ |
| "پاو آر. تاک اچ."                        | برت، میسن، واترز، رایت                     | بی‌کلام، خواندن بی‌کلام توسط برت، واترز          | نی‌زن بر دروازه‌های سپیده‌دم                                  | ۱۹۶۷ | ۰۴:۲۶ |
| "جیوه"                                   | گیلمور، میسن، واترز، رایت                  | ندارد                                          | موسیقی متن فیلم بیشتر                                      | ۱۹۶۹ | ۰۷:۱۳ |
| "روزی را به یاد آور"                     | رایت                                       | رایت                                           | یک نعلبکی رمز و راز                                        | ۱۹۶۸ | ۰۴:۳۳ |
| "دور و اطراف"                            | گیلمور                                     | ندارد                                          | لغزش آنی در عقل                                            | ۱۹۸۷ | ۰۱:۱۳ |
| "بدو بزن به چاک"                         | گیلمور، واترز                              | واترز، گیلمور                                  | دیوار                                                      | ۱۹۷۹ | ۰۴:۱۹ |
| "سن تروپز"                               | واترز                                      | واترز                                          | فضولی                                                      | ۱۹۷۱ | ۰۳:۴۳ |
| "یک نعلبکی رمز و راز"                    | گیلمور، میسن، واترز، رایت                  | بی‌کلام، خواندن بی‌کلام توسط گیلمور، رایت        | یک نعلبکی رمز و راز                                        | ۱۹۶۸ | ۱۱:۵۹ |
| "مترسک"                                  | برت                                        | برت                                            | نی‌زن بر دروازه‌های سپیده‌دم                                  | ۱۹۶۷ | ۰۲:۱۱ |
| "آخرین جیغت را بکش"                      | برت                                        | میسن، برت                                      | عرضه نشده                                                  | ۱۹۶۷ | ۰۴:۳۰ |
| "سیموس"                                  | گیلمور، میسن، واترز، رایت                  | گیلمور، زوزه‌ها توسط سگی به نام سیموس           | فضولی                                                      | ۱۹۷۱ | ۰۲:۱۵ |
| "نواختن امیلی را تماشا کن"               | برت                                        | برت                                            | یادگاره‌ها                                                  | ۱۹۶۷ | ۰۲:۵۳ |
| "الاکلنگ"                                | رایت                                       | رایت                                           | یک نعلبکی رمز و راز                                        | ۱۹۶۸ | ۰۴:۳۶ |
| "دستگاه‌ها را تنظیم کن به سمت قلب خورشید" | واترز                                      | واترز                                          | یک نعلبکی رمز و راز                                        | ۱۹۶۸ | ۰۵:۲۸ |
| "کاملاً پوشیده"                           | واترز                                      | دکلمه‌ها توسط واترز، ران گیزین                  | اوماگوما                                                   | ۱۹۶۹ | ۰۴:۵۹ |
| "گوسفند"                                 | واترز                                      | واترز                                          | جانوران                                                    | ۱۹۷۷ | ۱۰:۲۴ |
| "بدرخش ای الماس مجنون (بخش‌های ۱–۵)"      | گیلمور، واترز، رایت                        | واترز                                          | کاش اینجا بودی                                             | ۱۹۷۵ | ۱۳:۳۴ |
| "بدرخش ای الماس مجنون (بخش‌های ۶–۹)"      | گیلمور، واترز، رایت                        | واترز                                          | کاش اینجا بودی                                             | ۱۹۷۵ | ۱۲:۳۱ |
| "نمایش باید ادامه یابد"                  | واترز                                      | گیلمور                                         | دیوار                                                      | ۱۹۷۹ | ۰۱:۳۵ |
| "نشانه‌های زندگی"                         | گیلمور، ازرین                              | بی‌کلام، قسمت کلامی توسط میسن                   | لغزش آنی در عقل                                            | ۱۹۸۷ | ۰۴:۲۴ |
| "اندوه"                                  | گیلمور                                     | گیلمور                                         | لغزش آنی در عقل                                            | ۱۹۸۷ | ۰۸:۴۵ |
| "نمای‌صوتی"                               | گیلمور، میسن، رایت                         | ندارد                                          | تکانه (فقط نسخه کاست)                                      | ۱۹۹۵ | ۲۲:۰۰ |
| "بارانداز ساوت‌همپتون"                    | واترز                                      | واترز                                          | برش نهایی                                                  | ۱۹۸۳ | ۰۲:۱۰ |
| "یک قطعه اسپانیایی"                      | گیلمور                                     | بی‌کلام، دکلمه‌ها توسط گیلمور                    | موسیقی متن فیلم بیشتر                                      | ۱۹۶۹ | ۰۱:۰۵ |
| "با من صحبت کن"                          | میسن                                       | ندارد                                          | نیمه تاریک ماه                                             | ۱۹۷۳ | ۰۱:۳۰ |
| "بمان"                                   | واترز، رایت                                | رایت                                           | تیره و تار در پشت ابر                                      | ۱۹۷۲ | ۰۴:۰۷ |
| "بس است"                                 | واترز                                      | واترز                                          | دیوار                                                      | ۱۹۷۹ | ۰۰:۳۰ |
| "تابستان ۶۸"                             | رایت                                       | رایت                                           | مادر قلب‌اتمی                                               | ۱۹۷۰ | ۰۵:۲۸ |
| "سیسیفوس" (بخش‌های ۱-۴)                   | رایت                                       | بی‌کلام، دکلمه‌ها توسط رایت                      | اوماگوما                                                   | ۱۹۶۹ | ۱۳:۲۸ |
| "پسش بگیر"                               | گیلمور، ازرین، لرد-کلووز، سمسون            | گیلمور                                         | ناقوس جدایی                                                | ۱۹۹۴ | ۰۶:۱۲ |
| "گوشی ات را بردار و قدم بزن"             | واترز                                      | واترز                                          | نی‌زن بر دروازه‌های سپیده‌دم                                  | ۱۹۶۷ | ۰۳:۰۶ |
| "یخ‌بندان نهایی"                          | گیلمور                                     | ندارد                                          | لغزش آنی در عقل                                            | ۱۹۸۷ | ۰۶:۱۷ |
| "یخ نازک"                                | واترز                                      | گیلمور، واترز                                  | دیوار                                                      | ۱۹۷۹ | ۰۲:۲۸ |
| "زمان"                                   | گیلمور، میسن، واترز، رایت                  | گیلمور، رایت                                   | نیمه تاریک ماه                                             | ۱۹۷۳ | ۰۷:۰۵ |
| "سکانس مسافرت"                           | گیلمور، میسن، واترز، رایت                  | ندارد                                          | نیمه تاریک ماه (نسخه غوطه‌ور)                               | ۲۰۱۱ | ۰۲:۲۱ |
| "محاکمه"                                 | واترز، ازرین                               | واترز                                          | دیوار                                                      | ۱۹۷۹ | ۰۵:۲۰ |
| "دو خورشید در غروب"                      | واترز                                      | واترز                                          | برش نهایی                                                  | ۱۹۸۳ | ۰۵:۱۴ |
| "ترانه بی‌نام"                            | گیلمور، میسن، واترز، رایت                  | ندارد                                          | نقطه زابریسکی (نسخه گسترش‌داده‌شده ۱۹۹۷)                     | ۱۹۹۷ | ۰۶:۰۱ |
| "بالای خیبر"                             | میسن، رایت                                 | ندارد                                          | موسیقی متن فیلم بیشتر                                      | ۱۹۶۹ | ۰۲:۱۲ |
| "ما و آن‌ها"                              | واترز، رایت                                | گیلمور، رایت                                   | نیمه تاریک ماه                                             | ۱۹۷۳ | ۰۷:۴۱ |
| "مرد سبزیجاتی"                           | برت                                        | برت                                            | عرضه نشده                                                  | ۱۹۶۷ | ۰۲:۲۳ |
| "ویرا"                                   | واترز                                      | واترز                                          | دیوار                                                      | ۱۹۷۹ | ۰۱:۳۳ |
| "در انتظار کرم‌ها"                        | واترز                                      | واترز، گیلمور                                  | دیوار                                                      | ۱۹۷۹ | ۰۳:۵۶ |
| "زیر و رو شدن"                           | رایت، مور                                  | رایت، گیلمور                                   | ناقوس جدایی                                                | ۱۹۹۴ | ۰۶:۴۹ |
| "به ماشین خوش‌آمدی"                       | واترز                                      | گیلمور                                         | کاش اینجا بودی                                             | ۱۹۷۵ | ۰۷:۲۷ |
| "از من چه می‌خواهی"                       | گیلمور، رایت، سمسون                        | گیلمور                                         | ناقوس جدایی                                                | ۱۹۹۴ | ۰۴:۲۱ |
| "حالا باید چه کار کنیم؟"                 | واترز                                      | واترز                                          | کسی هست؟ دیوار زنده ۱۹۸۰–۸۱                                | ۲۰۰۰ | ۰۱:۴۱ |
| "وقتی ببرها رها شدند"                    | واترز                                      | واترز                                          | برش نهایی (بازعرضه )۲۰۰۴                                   | ۱۹۸۲ | ۰۳:۱۷ |
| "وقتی اینجایی"                           | گیلمور، میسن، واترز، رایت                  | ندارد                                          | تیره و تار در پشت ابر                                      | ۱۹۷۲ | ۰۲:۲۸ |
| "لیوان‌های شراب"                          | گیلمور، واترز، رایت                        | ندارد                                          | کاش اینجا بودی (نسخه‌های غوطه‌ور و تجربی)                    | ۲۰۱۱ | ۰۲:۱۶ |
| "کاش اینجا بودی"                         | گیلمور، واترز                              | گیلمور                                         | کاش اینجا بودی                                             | ۱۹۷۵ | ۰۵:۴۰ |
| "چی؟...آها معامله"                       | گیلمور، واترز                              | گیلمور                                         | تیره و تار در پشت ابر                                      | ۱۹۷۲ | ۰۵:۰۹ |
| "باز هم فیلمی دیگر"                      | گیلمور، پاتریک لئونارد                     | گیلمور                                         | لغزش آنی در عقل                                            | ۱۹۸۷ | ۰۶:۱۲ |
| "شهوت تازه"                              | واترز، گیلمور                              | گیلمور                                         | دیوار                                                      | ۱۹۷۹ | ۰۳:۳۰ |
| "گذشته‌های محتمل تو"                      | واترز                                      | واترز                                          | برش نهایی                                                  | ۱۹۸۳ | ۰۴:۲۶ |

## نکاتی پیرامون ترانه‌هایی که در هیچ آلبومی نیستند
برخی ترانه‌های این فهرست ضبط شده‌اند اما هرگز در یک آلبوم استودیوی گروه پدیدار نشدند. اما برخی از این ترانه‌ها هم به عنوان تک‌آهنگ یا در آلبوم‌های مشترک عرضه شدند. در این فهرست شما نام اولین آلبومی که ترانه‌ها در آن عرضه شدند را مشاهده می‌کنید.
ترانه‌های زیر از این دست هستند:
- "آرنولد لاین": در ژانویه ۱۹۶۷ ضبط و تنها به عنوان یک تک‌آهنگ در ۱۱ مارس ۱۹۶۷ عرضه شد.
- "آب‌نبات و یک کیک کشمشی": در ژانویه ۱۹۶۷ ضبط شد و به عنوان طرف دیگر تک‌آهنگ همراه با "آرنولد لاین" در ۱۱ مارس ۱۹۶۷ عرضه شد.
- "نواختن امیلی را ببین": در اواسط سال ۱۹۶۷ ضبط و در ۱۶ ژوئن همان سال به عنوان تک‌آهنگ عرضه شد.
- "سیب‌ها و پرتقال‌ها": در اواخر ۱۹۶۷ ضبط و به عنوان یک تک‌آهنگ در ۱۸ نوامبر ۱۹۶۷ عرضه شد.
- "جعبه نقاشی": در اواخر ۱۹۶۷ ضبط شد و زمانی که در ۱۸ نوامبر ۱۹۶۷ عرضه شد، در طرف دوم تک‌آهنگ همراه با "سیب‌ها و پرتقال‌ها" قرار گرفت.
- "عالی میشه": در اوایل ۱۹۶۸ ضبط و در ۱۳ آوریل ۱۹۶۸ به عنوان تک‌آهنگ عرضه شد.
- "رویای جولیا": در اوایل ۱۹۶۸ ضبط شده و در ۱۳ آوریل ۱۹۶۸ به عنوان طرف دوم تک‌آهنگ همراه با "عالی میشه" عرضه شد.
- "مرا در آسمان نشان بده": در اواخر ۱۹۶۸ ضبط و در ۱۷ دسامبر ۱۹۶۸ به عنوان تک‌آهنگ عرضه شد.
- "مراقب تبر باش، یوجین": در نوامبر ۱۹۶۸ ضبط و در ۱۷ دسامبر ۱۹۶۸ به عنوان طرف دوم تک‌آهنگ، همراه با "مرا در آسمان نشان بده" عرضه شد.
- "سپری شدن زمان من": در ۱۹۶۹ عرضه شد و در آلبوم مشترک یادگاره‌ها قرار گرفت.
همچنین بخشی از اجرای انسان و سفر بود که در ۱۹۶۹ به اجرا در آمد و بعدها به "بعدازظهر" تغییر نام داد.